# Miroslav av Kroatien
Miroslav av Kroatien, död 949, var en kroatisk monark. Han var kung av Kroatien från 945 till 949.